# Football Association of Wales
Die Football Association of Wales (FAW, Walisisch: Cymdeithas Bêl-droed Cymru) ist der Fußballverband in Wales.
Der Verband wurde 1876 gegründet und ist damit nach den beiden größten Verbänden des Vereinigten Königreichs, England und Schottland, der drittälteste Fußballverband der Welt. Gemeinsam mit den drei anderen als Home Nations bezeichneten Verbänden aus England, Schottland und Nordirland ist die FAW ständiges Mitglied des International Football Association Board, das für die FIFA-Fußballregeln verantwortlich ist.
Der Verband ist zuständig für die walisische Fußballnationalmannschaft und die walisische Fußballnationalmannschaft der Frauen sowie alle Juniorenauswahlmannschaften.

## UEFA-Fünfjahreswertung
Platzierung in der UEFA-Fünfjahreswertung:
(in Klammern die Vorjahresplatzierung). Die Kürzel CL, EL und CO hinter den Länderkoeffizienten geben die Anzahl der Vertreter in der Saison 2025/26 der Champions League, der Europa League sowie der Conference League an.
- 50.  (52)  Nordmazedonien (Liga, Pokal) – Koeffizient: 6.000 – CL: 1, EL: 0, CO: 3
- 51.  (53)  Andorra (Liga, Pokal) – Koeffizient: 5.998 – CL: 1, EL: 0, CO: 2
- 52.  (50)  Wales (Liga, Pokal) – Koeffizient: 5.791 – CL: 1, EL: 0, CO: 2
- 53.  (54)  Montenegro (Liga, Pokal) – Koeffizient: 5.708 – CL: 1, EL: 0, CO: 2
- 54.  (51)  Gibraltar (Liga, Pokal) – Koeffizient: 4.957 – CL: 1, EL: 0, CO: 2

Stand: Ende der Europapokalsaison 2023/24